# 藤井将雄
藤井 将雄（ふじい まさお、本名：藤井 政夫〈読み同じ〉、1968年10月16日 - 2000年10月13日）は、佐賀県唐津市出身のプロ野球選手（投手）。「将雄」は登録名にあたる。
炎の中継ぎと称された。

## 経歴

### プロ入り前
1968年に福岡市西区に生まれるが、1979年に父母の別居で姉・妹と共に母の出身地である佐賀県唐津市へ転居。母は呼子町の朝市で働き、将雄をはじめ3人の子を女手一つで育てた。なお、藤井の父は別居状態のまま1985年に急病で死去している。市立湊中学校から佐賀県立唐津商業高等学校へ進学。2年生時にエースとして1985年夏の甲子園県予選決勝に進むが、佐賀商に大敗を喫する。その後も甲子園には届かなかった。
高校卒業後は日産自動車九州に入り、エースとして活躍する。1994年にはチーム初の都市対抗出場を果たし、準々決勝に進むが日本新薬に敗退。同年の社会人野球日本選手権にも出場、2回戦で川崎製鉄神戸の豊田次郎と投げ合うが逆転負け。広島アジア大会日本代表にも選出され、金メダルを獲得した。この時のチームメイトに松中信彦、仁志敏久らがいる。同年のドラフト会議において福岡ダイエーホークスから4位指名を受けて入団、背番号は「15」に決まった。

### プロ入り後
1年目は途中から先発を任され、8月16日の西武ライオンズ戦で完封も記録した。だがその後は伸び悩み、3年目から中継ぎへ転向した。
1997年オフにはプロ野球脱税事件への関与が発覚した。
1999年には、吉田修司、篠原貴行、ロドニー・ペドラザとともに勝利の方程式と称される強力な中継ぎ投手陣を構成し、彼らの存在は1点差ゲーム27勝14敗という接戦での強さに結びつき、福岡ダイエーホークスとしてのパ・リーグ初優勝に貢献した。自身も26ホールドを記録。パ・リーグ最多ホールド記録（当時）を樹立し最多ホールドを獲得し、炎の中継ぎ投手と称され。藤井も入団当初の目標であった「王貞治監督を胴上げする」も達成した。同年の中日ドラゴンズとの日本シリーズでも2試合に中継ぎとして登板、チーム日本一に貢献した。
しかし同年夏頃からマウンド上で咳き込む様子が見られた。周囲は「登板過多による疲れではないか」としていたが、日本シリーズ前の身体検査で異常が見つかり、「余命3か月の末期肺がん」と診断された。藤井の実際の病状を知っていたのは、家族と中内正や瀬戸山隆三などの上層部、王をはじめとする首脳陣の一部、個人後援会、後援会から病状を知らされた親友の若田部健一など一部の者のみだった。「マウンドに上がるという気持ちがあれば、気力で病気を克服できるかもしれないから」という家族の懇願もあり、藤井には間質性肺炎と偽った病名を伝えた。球団首脳もその意向を組み取り、本来は戦力外により解雇となってもおかしくないところを、藤井が優勝に貢献する活躍を見せたことを踏まえ、年俸倍増で契約更改した。藤井は11月に行われたV1記念パレードの翌日に入院した。
2000年、藤井は入退院を繰り返しつつ、二軍の練習に参加して二軍戦6試合に登板するまで回復した。最後のマウンドになるかもしれないことが伝えられていた王貞治監督は、藤井に「今すぐ一軍に上がって来い」と電話したが、藤井は「（二軍で）結果を出せていないのに（一軍に）上がることなどできない」「一軍に上がるということは誰かが二軍に落ちるということ。そんな甘いもんじゃない」と固辞し、一軍で登板することはなかった。6月末に国立病院機構九州医療センターへ再び入院した。入院後もウェブサイトに日記を掲載し、優勝を間近にしたナインに叱咤激励し続けたが10月には心臓や肺に水がたまる状態が続き、藤井は自分のチューブ姿を見せたくなかったためか一部の関係者以外は病室には入れなかった。

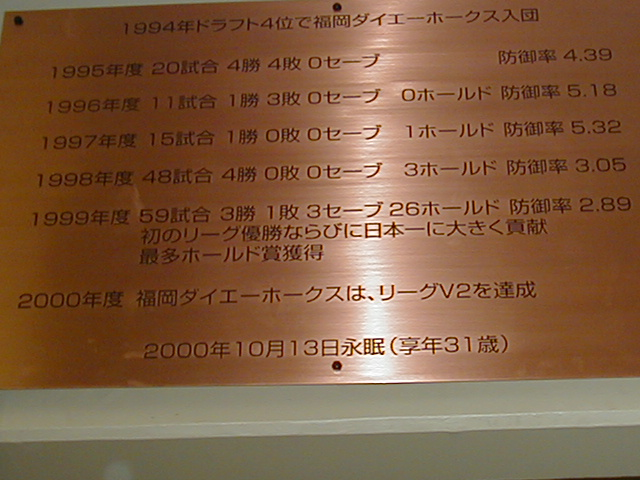
藤井ゲート上部に掲載される経歴表

チームがV2を達成したのを見届けた6日後の10月13日に容態が急変し死去。31歳没。32歳の誕生日を迎える3日前のことであった。藤井の誕生日でもある10月16日に告別式が行われた。葬儀には監督を始め全選手の他、元チームメイトの工藤公康、下柳剛も参列した。出棺時は、工藤・若田部を筆頭に、秋山幸二、小久保裕紀、村松有人、松中信彦、城島健司、鳥越裕介、大道典嘉、西村龍次が藤井の棺を担いだ。工藤と若田部の2人は火葬にも立ち会い、藤井との別れを惜しんだ。工藤・若田部の両者は、同年の日本シリーズの第1戦に先発として対戦したが、それぞれ藤井の遺骨をしのばせて登板している。また、ホークスの首脳陣や選手は腕に喪章を付けていた。シーズン終了後、支配下登録を抹消された。
死の直後、個人後援会関係者の代筆で「皆様へ」で始まる藤井の最後のメッセージが、在福マスコミや個人ウェブサイトに公開された。

### 背番号15
福岡ドームのロッカールームには、藤井が入院した頃から背中に「FUJII」「15」と手書きされたハリーホーク人形が置かれた。「藤井ハリー」と呼ばれるこの人形は、優勝が近づくとベンチに置かれ、胴上げにも毎回加わり、チームがダイエーからソフトバンクに移行した後もユニフォームを着替えてロッカーに飾られていたが、2014年10月現在は藤井の遺族の手元にあり球場のロッカーには藤井のユニフォーム等が飾られている。
藤井の背番号15にちなみ、福岡ドームの15番通路は2001年以降、「藤井ゲート」とされ、記念プレートと藤井の最後のメッセージ（個人ホームページに掲載された「皆様へ」で始まるメッセージ）が入口に掲げられている。
背番号15のユニフォームは藤井の形見であり、正式な永久欠番ではないものの、2001年以降、ダイエーからソフトバンクに親会社が変わってからも球団で背番号15をつけた選手は、死去から20年以上経つ2025年現在もいない。また、ホークス公式ファンクラブ「クラブホークス」から配布・販売されている選手ピンバッジと同じデザインの藤井のピンバッジが毎年数量限定で配布されている。

## 人物
若田部は親友で、エースの工藤が巨人に移籍し退団した2000年の投手陣をまとめようと約束していた。ダイエーのV2達成時には、入院中の藤井に代わって藤井ハリーを持って胴上げに参加した。また、この年の「球団MVP授賞式」では、若田部が藤井ハリーを抱え、藤井の代役を務めた。
2005年11月より「藤井将雄旗争奪 少年軟式野球大会」が藤井の故郷である唐津市で開催された。

## 詳細情報

### 年度別投手成績
| 年 度     | 球 団     | 登 板 | 先 発 | 完 投 | 完 封 | 無 四 球 | 勝 利 | 敗 戦 | セ 丨 ブ | ホ 丨 ル ド | 勝 率 | 打 者 | 投 球 回 | 被 安 打 | 被 本 塁 打 | 与 四 球 | 敬 遠 | 与 死 球 | 奪 三 振 | 暴 投 | ボ 丨 ク | 失 点 | 自 責 点 | 防 御 率 | W H I P |
| --------- | --------- | ----- | ----- | ----- | ----- | -------- | ----- | ----- | -------- | ----------- | ----- | ----- | -------- | -------- | ----------- | -------- | ----- | -------- | -------- | ----- | -------- | ----- | -------- | -------- | ------- |
| 1995      | ダイエー  | 20    | 9     | 2     | 1     | 0        | 4     | 4     | 0        | --          | .500  | 345   | 84.0     | 83       | 12          | 14       | 1     | 3        | 69       | 3     | 0        | 42    | 41       | 4.39     | 1.15    |
| 1996      | ダイエー  | 11    | 6     | 0     | 0     | 0        | 1     | 3     | 0        | 0           | .250  | 188   | 41.2     | 56       | 2           | 11       | 0     | 1        | 26       | 2     | 0        | 25    | 24       | 5.18     | 1.61    |
| 1997      | ダイエー  | 15    | 0     | 0     | 0     | 0        | 1     | 0     | 0        | 1           | 1.000 | 101   | 23.2     | 29       | 3           | 2        | 0     | 1        | 19       | 1     | 0        | 15    | 14       | 5.32     | 1.31    |
| 1998      | ダイエー  | 48    | 0     | 0     | 0     | 0        | 4     | 0     | 0        | 3           | 1.000 | 260   | 65.0     | 51       | 6           | 22       | 3     | 1        | 36       | 1     | 0        | 25    | 22       | 3.05     | 1.12    |
| 1999      | ダイエー  | 59    | 0     | 0     | 0     | 0        | 3     | 1     | 3        | 26          | .750  | 292   | 71.2     | 64       | 7           | 18       | 2     | 2        | 53       | 0     | 0        | 25    | 23       | 2.89     | 1.14    |
| 通算：5年 | 通算：5年 | 153   | 15    | 2     | 1     | 0        | 13    | 8     | 3        | 30          | .619  | 1186  | 286.0    | 283      | 30          | 67       | 6     | 8        | 203      | 7     | 0        | 132   | 124      | 3.90     | 1.22    |

### タイトル
- 最多ホールド投手：1回（1999年）

### 背番号
- 15（1995年 - 2000年）（準永久欠番）[22]

## 関連情報

### 取り上げた番組
- 「ZONE 10月13日急死 ダイエー藤井投手の日記」（2000年10月26日）
- 「電撃黒潮隊 藤井将雄・中継ぎ人生」RKB毎日放送（2000年11月放送）
藤井の実妹、工藤、若田部、星野、篠原、後援会事務局長など、藤井の親族、親交の深かった人物にインタビューを行っている。
- ザ!世界仰天ニュース 「余命3ヶ月…王監督との約束」（2015年2月18日）
この回に若田部の娘であり、当時HKT48のメンバーとして活動していた若田部遥がゲストとして出演した。